# قطعنامه ۱۹۳۰ شورای امنیت
قطعنامه ۱۹۳۰ شورای امنیت سازمان ملل متحد که در تاریخ ۱۵ ژوئن ۲۰۱۰ تصویب شد، سندی بین‌المللی دربارهٔ بررسی وضعیت در قبرس است. این قطعنامه طی نشست ۶۳۳۹ام با ۱۴ رای موافق، ۱ مخالف و ۰ ممتنع تصویب شد.